# Mustafa İslamoğlu
Mustafa İslamoğlu  (Develi, 1960. október 28. –) török iszlámtudós, író.
Develiben járta az általános iskolát, és a Develi Imam-Hatip (imám és prédikátor-képző) vallási középiskolában érettségizett. Már ekkor elsajátította arab nyelv alaktan és mondattan (sarf-nahiv) klasszikus módszertanát (uszúl) az édesapjától, -aki maga is iszlámtudós. A klasszikus muszlim értelmiség hagyományaihoz híven irodalommal is foglalkozott, versei és karcolatai folyóiratokban jelentek meg. Az egyetemek közötti költészeti versenyen első és második díjat nyert. Felsőfokú tanulmányait az akkor „iszlám egyetem”-nek megfelelő Yüksek İslam Enstitüsü nevű intézményben kezdte, és a kairói El-Azhar Egyetem Iszlám Jog (seri’a) Karán folytatta. Egyetemi évei alatt kutatásokat végzett, és előadásokat tartott. Első eredménye az İmamlar ve Sultanlar című munkája, amely a Korán és a prófétai tanítás által előírt kormányzási formát hasonlítja össze a muszlimok történelme során megvalósult uralmi rendszerek működésével.
Legnagyobb jelentőségű munkája egy Koránmagyarázat-előadássorozat, mely 1992 októberétől 2008 júliusáig tartott, százféle koránmagyarázat és szótár felhasználásával készült, és minden 10-20 ájára szánt egy másfél órás előadást. Az előadások nyilvánosan, egy alapítvány épületében folytak, de megjelentek kazettán, videón, DVD-n és VCD-n is, továbbá sugározzák az interneten és a szintén általa alapított Hilal televíziócsatornán is. A 15 évig tartó, 525 előadásból álló Koránmagyarázat-sorozat záróünnepélyén több tízezer ember vett részt. A magyarázatokkal ellátott Korán-fordítása (Gerekceli Meal) 2008 júliusában látott napvilágot.
Az előadássorozatot egy év szünet szakította meg: egy emberjogi fórumon való felszólalása miatt egy év szabadságvesztésre ítélték (1995–96). Ugyanakkor e fellépéséért az emberi jogok, ezen belül a kisebbségek jogai mellett 1997-ben Human Rights Watch Helmann-Hammet díjat kapott.
Más irányú munkássága a Korán-magyarázat készületei alatt sem szünetelt, egymás után jelennek meg a könyvei, és több folyóiratban, napilapban publikált.
A szerzőnek magyar vonatkozású műve is van: török nyelvre fordította a magyar származású orientalista: Goldziher Ignác De Richtungen der Islamichen Koranauslegung (A muszlim Koránmagyarázó Iskolák) című munkáját az arab fordítás alapján (Tefsiru’l-Mezáhibi’ l-Islami).
A könyvei közül van, amelyik arab, angol, német, kurd, román, bolgár, albán nyelven, és magyarul is hozzáférhető.
A szerző házas, és öt gyermeke van.

## Külső hivatkozások
- Hivatalos honlap